# Rao Guohua
Rao Guohua (饶国华S, Rao GuohuaP; Ziyang, 1894 – Xuancheng, 1º dicembre 1937) è stato un generale e signore della guerra cinese della cricca del Sichuan morto all'inizio della seconda guerra sino-giapponese.
Fu uno dei nove generali dell'Esercito Rivoluzionario Nazionale cinese deceduti durante la guerra contro il Giappone.